# Paul Rans
Paul Rans (Leuven) is een Vlaams zanger en luitspeler.  Hij brengt vooral klassieke muziek en folk. Naast actief muzikant was hij tot januari 2009 een medewerker van de zender Klara. Van 1969 tot 1978 was hij een van de leidende figuren van de muzikale groep Rum. Van 1976 tot 1987 woonde hij in Engeland en bouwde hij luiten.